# Løiten Brænderi
Løiten Brænderi (Nynorsk: Brenneriroa) is een plaats in de Noorse gemeente Løten, fylke Innlandet. Løiten Brænderi telt 668 inwoners (2007) en heeft een oppervlakte van 0,75 km².
Ådalsbruk · Jønsrud · Løiten Brænderi · Løten · Oppegård · Roko · Ruskåsen · Slettmoen